# 가쓰야마성 (오카야마현)

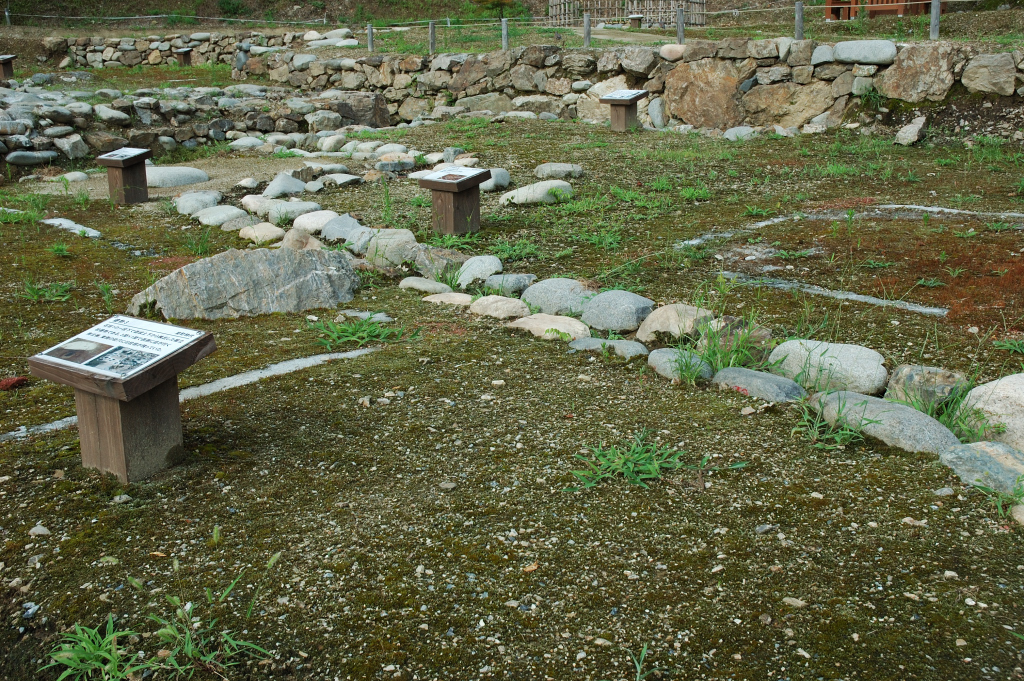
가쓰야마 성의 산노마루

가쓰야마성(勝山城 가쓰야마조[*])는 오카야마현 마니와시 가쓰야마에 있었던 성으로 다카다성(高田城)이란 이명도 있다.

## 역사
난보쿠초 시대 ~ 무로마치 시대
성의 축성년대에 관해서는 여러 설이 있고, 그 중 하나는 1336년 간토 지방의 호족 미우라 가문의 당주 미우라 다카쓰구는 아시카가 다카우지로부터 미마사카국에 있는 닛타 요시사다 세력을 토벌하라는 명을 받고 미나토가와 전투에 참가해 구스노키 마사시게가 이끄는 관군과 전투를 벌린다. 이 무렵에 성이 축성되었을 것으로 보고 있다. 또 하나는 1340년 미우라 사다무네가 무로마치 막부로부터 미마사카 국 지토로 임명되어 이 지역으로 와 성을 쌓았다는 설이 있다. 성이 축성될 당시 명칭은 다카다 성이었다.
센고쿠 시대 ~ 아즈치모모야마 시대
1544년 산인 지방의 대 다이묘 아마고 하루히사의 슬하에 있던 우야마 히사노부가 다카다 성을 공격하였고, 이에 당시 당주 미우라 사다히사는 이를 격퇴하였다. 1548년 사다히사가 죽자 11세였던 미우라 사다카쓰가 성주로 부임했고, 이를 기회로 우야마 히사노부가 재차 공격하여 성을 함락한다. 하지만, 1559년 아마고 가문이 아키국의 호족 모리 모토나리를 공격하는 틈을 봐 성을 탈환한다.
이후 주고쿠 지방에서는 모리 가문이 대두하였고, 1565년 빗추 마쓰야마 성주 미무라 이에치카가 모리 가문에 종속해 다카다 성을 공격한다. 공성전이 벌여진 한달 후 성은 함락되었고, 성주 미우라 사다카쓰는 자결한다. 이 때 사다카쓰의 처 엔유인은 아들 미우라 도주마루와 함께 비젠국으로 도주하였고, 그 후 비젠의 지지기반으로 한 우키타 나오이에와 결혼하여 우키타 히데이에를 낳게된다.
1566년 우키타 나오이에 의해 미우라 이에치카가 암살되자, 미우라 가문의 가신단은 미우라 사다히사의 막내 동생 미우라 사다모리를 옹립하여 다카다 성을 탈환한다. 그러나, 1569년 모리 군에 의해 함락되어 사다모리는 전사하고, 미우라 가문의 다카다 성 탈환전은 이후에도 계속되었다. 사다카쓰의 동생 미우라 사다히로를 대장으로 한 미우라 군은 당초 비젠의 우키타 가문의 지원을 받아 다카다 성을 공격하였지만, 좀처럼 함락되지 않자, 우키타 가문의 병력은 철수한다. 대신 모리 가문과 대립하고 있던 야마나카 유키모리가 이끄는 아마고 가문의 잔존세력이 협력하여 1570년 3번의 공성전 끝에 성을 탈환한다. 1575년 우키타 가문은 미우라 사다히로에게 모리 가문과의 화의를 설득해 다카다 성을 모리 가문에 양도한다. 아울러 엔유인과 함께 우키타 가문에 비호를 받던 미우라 가문의 적류 미우라 도주마루는 1584년 교토에서의 지진으로 사망하여 미마사카 미우라 가문의 적통은 단절되었다.
그 후, 성은 모리 가문의 가신 나라자키 모토카네가 성주로 부임하였다가, 1584년 비젠, 미마카사 국이 우키타 가문의 소령이 되어 마키 가문이 성주 대리로 부임한다. 1600년 세키가하라 전투에서 우키타 가문이 참전한 서군이 동군에 패한 후, 우키타 가문의 소령은 몰수 되어 세키가하라 전투에서 전공을 세운 고바야카와 히데아키에게 주어진다.
에도 시대 ~ 메이지 시대
1602년 고카야카와 히데아키가 죽자, 1603년 마시마 지역은 모리 다다마사의 쓰야마번에 편입되었고, 다카다 성은 모리 가문의 가신 가가미 가문과 오즈카 가문이 성을 관리하기 위해 조반(城番)으로서 입성한다. 1697년 모리 가문이 가이에키 되자, 마시마 지역은 막부직할령으로 편입되었고, 성은 일시 폐성되었다.
1764년 미카와국 니시오번에서 미우라 아키쓰구가 2만 3천석을 배령 받아 마시마 지역으로 입성함에 따라 가쓰야마번이 성립된다. 아울러 번주 미우라 가문은 난보쿠초 시대부터 이 지역을 기반으로 한 미우라 가문과 조상이 같다. 번주 아키쓰구는 막부로부터 4천량을 지원받아 성을 수복한다. 옛 다카다 성의 니시야마 기슭을 중심으로 어전 등을 정비해 가쓰야마 성으로 명명하였다. 수복된 가쓰야마 성의 니노마루에는 2층의 망루를 세웠고, 산노마루에는 어전을 두었다. 이후 메이지 시대를 맞이하였다. 1871년 폐번치현에 의해 성은 폐성된다.
현재 산정상부터 중턱에 걸쳐 구루와와 호리키리(해자)가 잔존해 있으며, 시로야마 그라운드(옛 니노마루)의 서쪽 구석에 2층 망루대의 석벽이 남아 있다. 2004년 성터는 전년에 있었던 산노마루 발굴조사를 토대로 정비되었다.

## 같이 보기
- 가쓰야마 번
- 미우라 아키쓰구